# روبرت كوينسي لي
روبرت كوينسي لي (بالإنجليزية: Robert Quincy Lee)‏ هو سياسي أمريكي، ولد في 12 يناير 1869، وتوفي في 18 أبريل 1930. حزبياً، نشط في الحزب الديمقراطي. وقد انتخب عضو مجلس النواب الأمريكي.